# Gerhard Piekarski
Gerhard Otto Felix Piekarski (* 5. Oktober 1910 in Berlin; † 9. Oktober 1992) war ein deutscher Mediziner und Parasitologe.

## Leben
Gerhard Piekarski studierte ab 1930 an der Universität Berlin und promovierte dort 1935. Anschließend blieb er dort als wissenschaftlicher Mitarbeiter. Ab 1942 war Piekarski Regierungsrat des Reichsgesundheitsamtes in Berlin-Dahlem, seit 1943 Privat-Dozent an der Universität Bonn.
Nach dem Krieg wurde Piekarski 1949 dort Professor für Medizinische Parasitologie und Mikrobiologie, ein Jahr später Abteilungsleiter am Hygieneinstitut, 1963 Ordinarius.
Sein Sohn Claus Piekarski wurde 1943 in Berlin geboren und absolvierte seine Facharztausbildung an der Universität Bonn und erhielt später eine C4-Professur der Poliklinik für Arbeitsmedizin der Universität Köln.

## Leistungen
Piekarski forschte auf den Gebieten der Parasitologe und Mikrobiologe, insbesondere zur Toxoplasmose. 1954 gab er das Lehrbuch der Parasitologie unter besonderer Berücksichtigung der Parasiten des Menschen heraus. Er war des Weiteren Mitherausgeber der Zeitschrift für Parasitenkunde im Archiv für Mikrobiologie.
Die Deutsche Gesellschaft für Parasitologie vergibt den Gerhard-Piekarski-Preis für eine besondere Doktorarbeit auf dem Gebiet der Parasitologie. Der Preis geht auf eine von Piekarski gegründete Stiftung zurück.

## Ehrungen und Mitgliedschaften
- 1966: Mitglied der Leopoldina
- 1985: Verdienstkreuz 1. Klasse der Bundesrepublik Deutschland